# ヘルマン・ラング
ヘルマン・アルベルト・ラング（Hermann Albert Lang、1909年4月6日 - 1987年10月19日）は、ドイツのレーシングドライバー。メルセデス・ベンツのレース活動において栄光の時代とされる、1930年代のシルバーアロー時代のレギュラードライバーの一人だったことで特に知られる。

## 概要
結果が出始めた1939年に第二次世界大戦が勃発した不運により、成果を阻まれた面はあるものの、シルバーアロー時代のドライバーの中で、最も才能があったと言われることもあるドライバーである。1939年のヨーロッパ・ドライバーズチャンピオンとされることもあるが、これは非公式なものである（後述）。
メカニックとしてメルセデスチームに加入したが、同チームの監督であるアルフレート・ノイバウアーに能力を見出されて、レギュラードライバーに抜擢された。1935年に起用されてから結果を出すまでに時間を要したものの、1939年にはそれまでチームの絶対的なエースだったルドルフ・カラツィオラを上回り、チームの新たなエースにまで成長した。
高速サーキットを得意としており、特にアヴスやトリポリでは抜きんでた速さを見せた。一方、雨のレースは不得意としていたと言われている。
チームメイトからは疎外される立場で、プロレタリアート（労働者階級）出身であったことから、ユンカー（地主貴族）気質の強いマンフレート・フォン・ブラウヒッチュと、ブルジョワジー（中産階級）出身のカラツィオラからは見下される扱いを受けていた。レースで活躍するようになると彼らからの警戒はより強いものとなり、1939年にラングが才能を開花させ成績でも二人を凌駕するようになると、特にカラツィオラから敵意を込めた嫉妬を向けられるようになった。
元メカニックであり、機械的な知識が豊富であったことから、テストやレースでルドルフ・ウーレンハウトに技術面のフィードバックを的確に行うことができたとされる。カラツィオラとブラウヒッチュは機械関係についてはエンジニアとメカニックに任せきりにしており、自身はドライビングに専念するという昔気質のドライバーたちであり、コースに合わせた調整など技術面にも関わるラングは1930年代当時としては異質なドライバーだった。ラングのこうした姿勢はチームのメカニックたちにも一体感を生み、彼らからは崇拝に近いと言われるほどの信望を得ることとなる。
第二次世界大戦を経て、1950年代にメルセデスチームが復帰すると、1930年代のワークスドライバーの中で唯一人活躍し、1952年のル・マン24時間レースでは総合優勝を果たした。

## 経歴
ドイツ・シュトゥットガルトにほど近いカンシュタットで生まれた。
14歳の時に父を失い、家族を養うためにオートバイの整備士の仕事を見つけ働き始める。
1927年、中古のノートンのオートバイでアマチュアレースに参戦を始め、最初のレースで優勝し、やがてサイドカーレースに転向し、22歳の時にサイドカーのドイツヒルクライム選手権でタイトルを獲得した。

### 1933年 - 1936年
世界恐慌による不況でラングは失業したが、1933年にメルセデスチームの整備士としての職を得てダイムラー・ベンツに入社した。チームではルイジ・ファジオーリのメカニックとして彼のメルセデス・ベンツ・W25の整備を任された。この仕事には暖機のために同車を運転する機会があり、レーシングスピードに近い速度で試走を行うようになる。
ある時、シャシー製造部門のヤコブ・クラウス（Jakob Kraus）がラングの名前がバイクレースで活躍していた人物と同名であることに気付き、本人だと確認すると、その話は同チームの監督であるアルフレート・ノイバウアーの耳にも入った。クラウスの推薦もあってノイバウアーはラングに興味を持ち、モンツァ・サーキットで行われていたプライベートテストの時間を利用して、ラングのために走行の機会を設けた。この時のラングは特に速いタイムを出したわけではなかったが、ノイバウアーはラングがコーナーで小細工を弄したりせずブレーキとアクセルの使い方がこまやかな頭の良い走り方をしていることに着目し、今後も練習させるだけの価値があると見込んだ。
そうして、ノイバウアーはラングを1935年から何度かレースで起用するようになったが、その期待は外れ、翌年までラングは芽が出ず、非選手権を含めても2年間で上位3位以内に入ることは一度もなかった。

### 1937年：ラングの覚醒

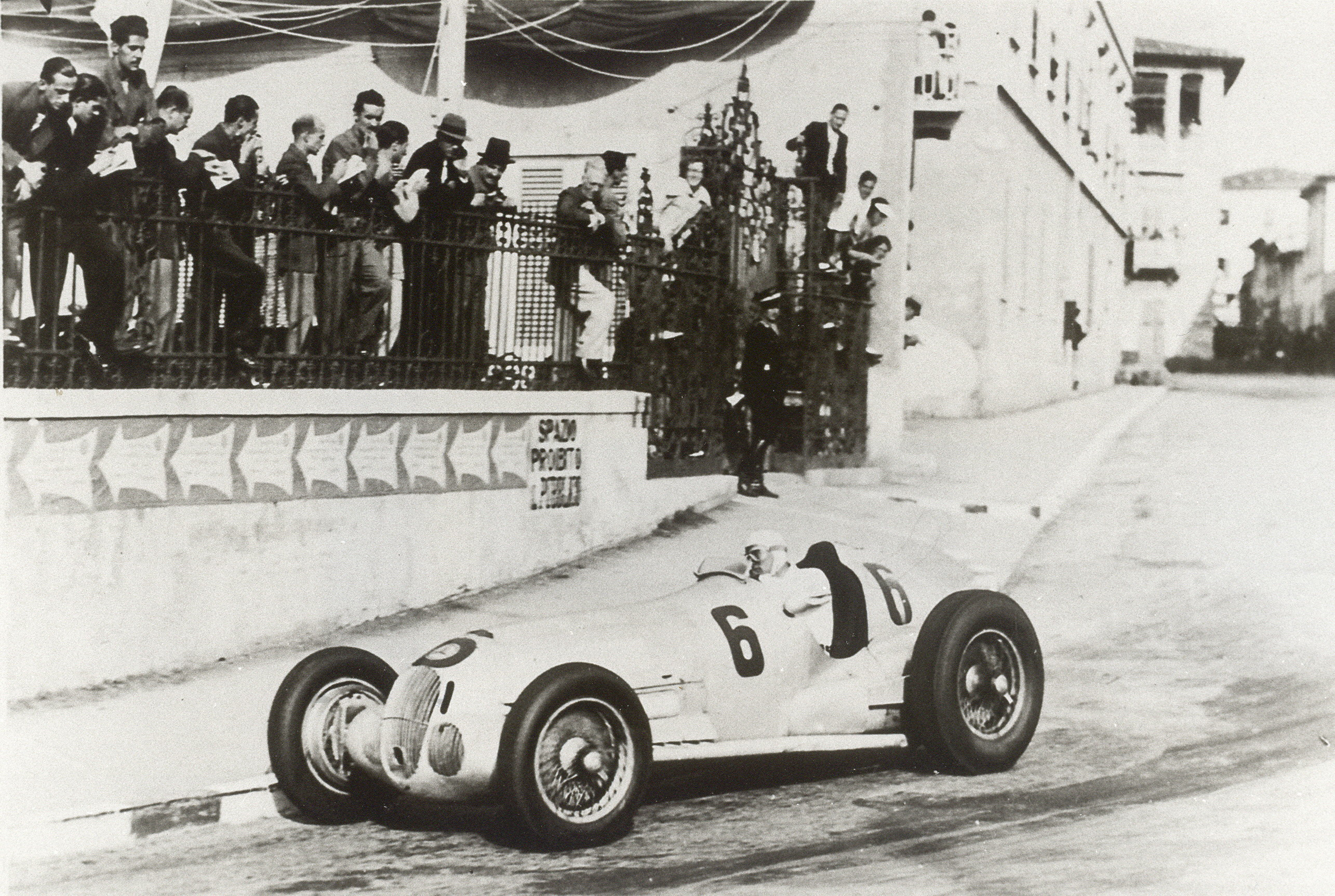
1937年モナコグランプリ

1937年初め、ラングの起用は失敗だったと確信しつつあったノイバウアーはラングに契約を更新しないと言い出したが、それで発奮したのか、ラングはこの年初めのトリポリグランプリとアヴスレンネンを連覇して低評価を覆した。
しかし、選手権開幕前のラングの活躍はチームメイトのルドルフ・カラツィオラとマンフレート・フォン・ブラウヒッチュの警戒を招き、両名は結託してレース中に密かにラングの上位進出を阻むようになり、ラングはその年のヨーロッパ・ドライバーズ選手権では上位フィニッシュこそ重ねたものの、タイトル争いには絡めずに終わる。
この時期、チームメイトからは疎外される一方、アウトウニオンのベルント・ローゼマイヤーとは親しくなり、アウトウニオンの設計者であるフェルディナンド・ポルシェからも加入を打診されるが、ダイムラー・ベンツに恩義があるとしてチームに留まった。

### 1938年
この年も非選手権のトリポリグランプリで優勝し、コッパ・チアーノも制する。ドライバーズランキングでも前年に続いて3位となり、チャンピオンにこそ手が届かなかったものの、カラツィオラ、ブラウヒッチュに続くラングの存在はメルセデスチームの優勢をより強固なものとし、アウトウニオンをはじめとするライバルたちには恐怖を感じさせるものとなる。

### 1939年

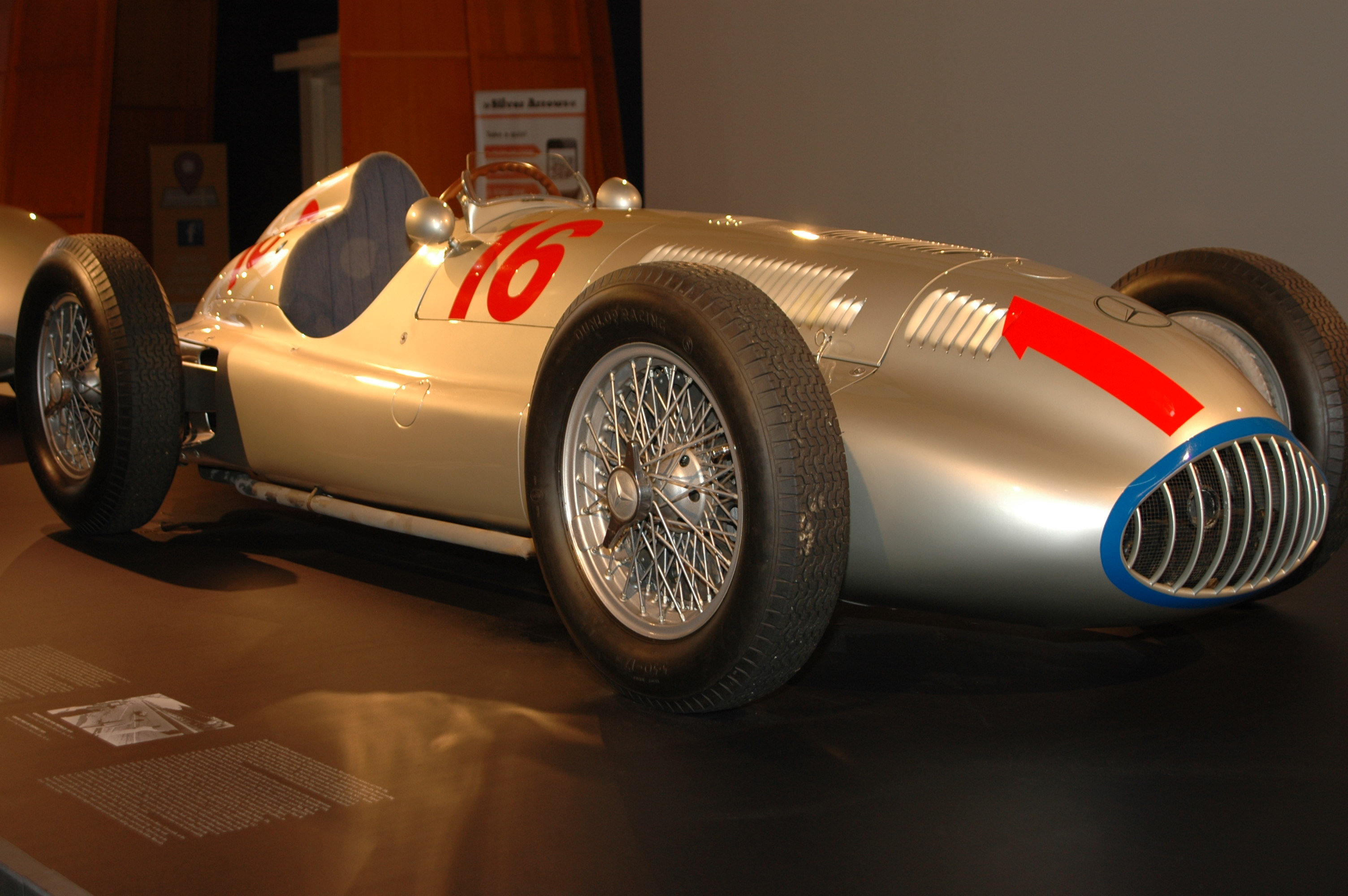
W165（1939年トリポリグランプリ優勝車）

この年、ラングはチームのエースにのし上がり、序盤の非選手権のポーグランプリ、アイフェルレンネン、ヨーロッパ選手権のベルギーグランプリを立て続けに勝利した。5月のトリポリグランプリではこの年も優勝して同グランプリにおける三連勝を達成し、高速サーキットにおける強さを見せつけた。
9月初めに第二次世界大戦が始まったことで、この年のヨーロッパ選手権は中止となり、統括団体のAIACR（FIAの前身）はこの年のヨーロッパチャンピオンを発表しなかったが、同年12月、ナチ党の国家社会主義自動車軍団（NSKK）はラングを1939年のヨーロッパチャンピオンに認定した。NSKKによる認定はあくまで非公式なものだが、後年、この認定に基づいてラングを1939年のヨーロッパチャンピオンとして扱っているケースも少なくはなく、ダイムラー社もラングを1939年のヨーロッパチャンピオンとしている。
ラングはヒルクライム選手権でも活躍し、この年のドイツヒルクライム選手権でチャンピオンに輝いた。

### 第二次世界大戦中
戦時中、ラングは整備士としての経験を活かすことになり、メッサーシュミット用のエンジンの検査を担当した。ラング自身が前線に立つことはなかった一方、メルセデスチームでラングをドライバーとして推薦したクラウスをはじめとする何人かの友人をこの戦争で失うことになった。
戦争終盤には捕虜となり、7ヶ月に渡って収容所に収監された。

### 第二次世界大戦後

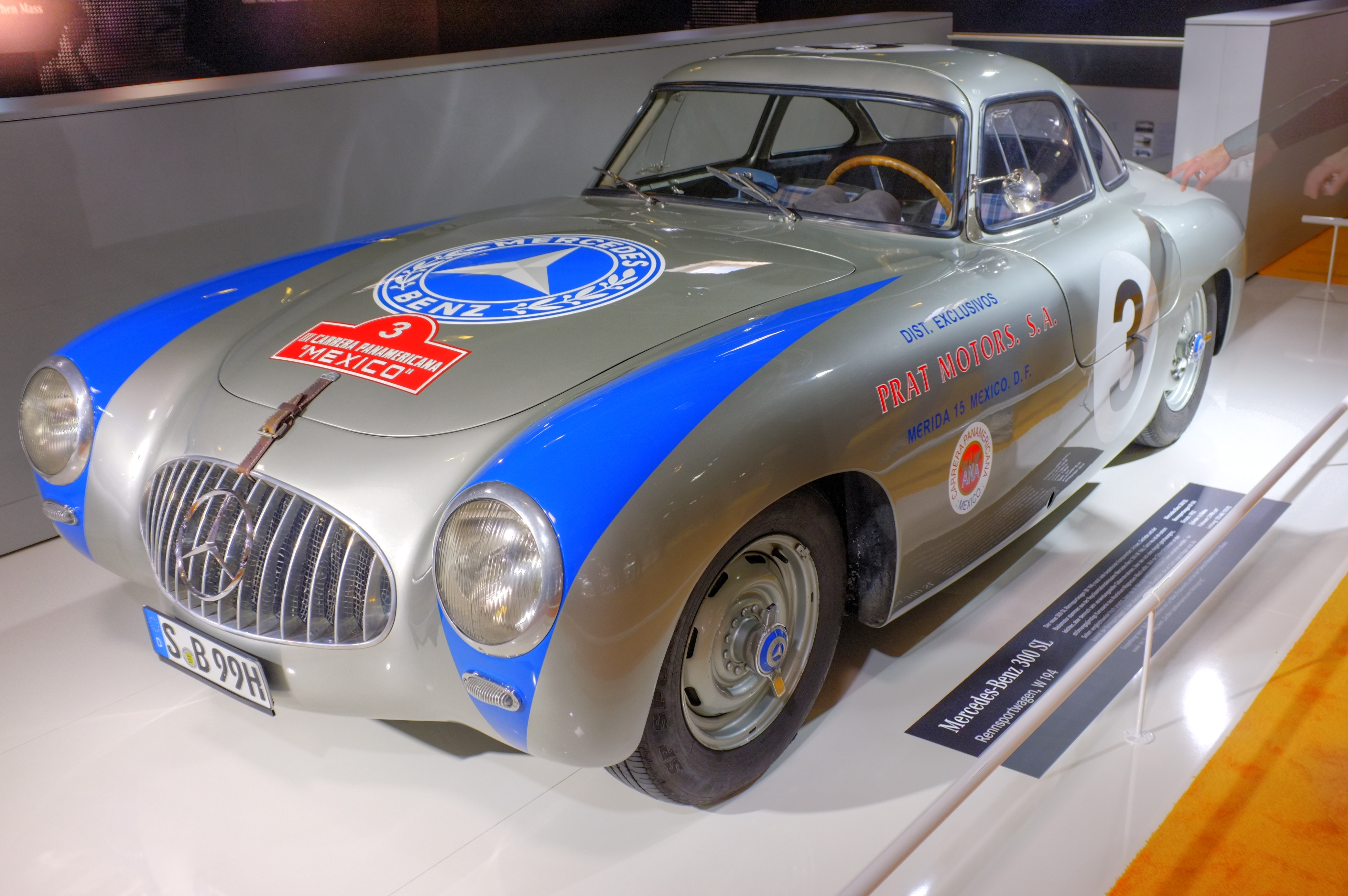
300SL（1952年カレラ・パナメリカーナ）

第二次世界大戦が終結すると、ラングはBMW 328でヒルクライムレースなどに挑む。
ダイムラー・ベンツが施設を再建し、自動車レースに復帰すると、ラングはノイバウアーによってチームに再招集された。
1951年のブエノスアイレスグランプリに参戦した後、1952年には300SL（W194）でスポーツカーレースに参戦し、1952年のル・マン24時間レースでは総合優勝を果たした。
しかし、年齢による衰えもあり、1954年ドイツグランプリを最後にドライバーを引退した。

### その後
ドライバーを引退して1955年以降はダイムラー・ベンツにカスタマーサービスの検査係として留まり、1974年に退職した後は隠居して平穏な年金生活を送った。

## レース戦績

### AIACRヨーロッパ選手権
| 年   | 所属チーム            | 車両                     | 1     | 2       | 3       | 4       | 5     | 6       | 7   | EDC     | ポイント |
| ---- | --------------------- | ------------------------ | ----- | ------- | ------- | ------- | ----- | ------- | --- | ------- | -------- |
| 1935 | ダイムラー・ベンツ AG | メルセデス・ベンツ・W25  | MON   | FRA     | BEL     | GER Ret | SUI 6 | ITA Ret | ESP | 12位    | 45       |
| 1936 | ダイムラー・ベンツ AG | メルセデス・ベンツ・W25  | MON   | GER Ret | SUI 4   | ITA     |       |         |     | 10位    | 24       |
| 1937 | ダイムラー・ベンツ AG | メルセデス・ベンツ・W125 | BEL 3 | GER 7   | MON DNS | SUI 2   | ITA 2 |         |     | 3位     | 19       |
| 1938 | ダイムラー・ベンツ AG | メルセデス・ベンツ・W154 | FRA 3 | GER Ret | SUI 10  | ITA Ret |       |         |     | 3位     | 17       |
| 1939 | ダイムラー・ベンツ AG | メルセデス・ベンツ・W154 | BEL 1 | FRA Ret | GER Ret | SUI 1   |       |         |     | – (2位) | – (14)   |

- 太字はポールポジション、斜字はファステストラップ。
- 1939年のヨーロッパ・ドライバーズ選手権は8月に開催されたスイスGPを最後に中止されたため、統括団体のAIACRは正式なランキングを発表していない。前年と同じルールでポイント換算した場合の順位とポイントを( )内に示した。

### F1
| 年     | エントラント                      | シャシー | エンジン               | 1   | 2   | 3   | 4   | 5   | 6       | 7   | 8     | 9   | WDC  | ポイント |
| ------ | --------------------------------- | -------- | ---------------------- | --- | --- | --- | --- | --- | ------- | --- | ----- | --- | ---- | -------- |
| 1953年 | マセラティ                        | A6GCM    | マセラティ A6 2.0 L6   | ARG | 500 | NED | BEL | FRA | GBR     | GER | SUI 5 | ITA | 17位 | 2        |
| 1954年 | ダイムラー・ベンツ （メルセデス） | W196     | メルセデス M196 2.5 L8 | ARG | 500 | BEL | FRA | GBR | GER Ret | SUI | ITA   | ESP | NC   | 0        |

### ル・マン24時間レース
| 年     | チーム             | コ・ドライバー   | 使用車両                          | クラス | 周回 | 総合順位 | クラス順位 |
| ------ | ------------------ | ---------------- | --------------------------------- | ------ | ---- | -------- | ---------- |
| 1952年 | ダイムラー・ベンツ | フリッツ・リース | メルセデス・ベンツ・300SL（W194） | S 3.0  | 277  | 1位      | 1位        |

### ミッレミリア
| 年     | チーム             | コ・ドライバー                       | 使用車両                          | クラス | 総合順位 | クラス順位 |
| ------ | ------------------ | ------------------------------------ | --------------------------------- | ------ | -------- | ---------- |
| 1952年 | ダイムラー・ベンツ | エルヴィン・グルップ（Erwin Grupp ） | メルセデス・ベンツ・300SL（W194） | S+2.0  | DNF      | DNF        |

### カレラ・パナメリカーナ
| 年     | チーム             | コ・ドライバー                       | 使用車両                          | クラス | 総合順位 | クラス順位 |
| ------ | ------------------ | ------------------------------------ | --------------------------------- | ------ | -------- | ---------- |
| 1952年 | ダイムラー・ベンツ | エルヴィン・グルップ（Erwin Grupp ） | メルセデス・ベンツ・300SL（W194） | S      | 2位      | 2位        |